# Witold Biernacki
Witold Biernacki (ur. 1946) – polski inżynier, historyk amator i pisarz.

## Życiorys
Absolwent Politechniki Częstochowskiej. Jest autorem wielu wynalazków i patentów przemysłowych, które zostały zastosowane w wielu krajach.
W sferze jego zainteresowań znajduje się również historia wojskowości starożytnej i XVI-XVII w. Współpracuje z pismami o tematyce historyczno-wojskowej. Autor wielu publikacji. Jest pierwszym w Polsce człowiekiem, który szerzej przybliża czytelnikom dzieje wojny trzydziestoletniej. Większość jego książek zostało wydanych przez Wydawnictwo Inforteditions w Zabrzu. Pozostałe to Finna, Bellona i Wydawnictwo Attyka w Warszawie.
Mieszka w Częstochowie.

## Publikacje książkowe[5]
- Witold Biernacki: Wojna na Morzu Egejskim. Koniec Imperium Ateńczyków 411–404 r. p.n.e. Część I: Wojna na Hellesponcie. 2003. ISBN 83-87741-05-1. Brak numerów stron w książce
- Witold Biernacki: Żółte Wody - Korsuń 1648. Warszawa: Bellona, 2004. ISBN 83-11-09824-7. Brak numerów stron w książce Seria Historyczne bitwy.
- Witold Biernacki, Piotr Tafiłowski: Courttrai 1302. Warszawa: Bellona, 2004. ISBN 83-11-10045-4. Brak numerów stron w książce
- Witold Biernacki: Wojna w Afryce. Ostatni akt drugiej wojny punickiej 204-202 p.n.e.. Lublin: 2005. Brak numerów stron w książce
- Witold Biernacki: Powstanie Chmielnickiego. Działania wojenne na Litwie w latach 1648-1649. Zabrze: Inforteditions, 2006. ISBN 83-89943-06-9. Brak numerów stron w książce Seria Bitwy/Taktyka.
- Witold Biernacki: Ajgospotamoj 405 p.n.e.. Zabrze: Inforteditions, 2006. ISBN 978-83-89943-08-5. Brak numerów stron w książce Seria Pola Bitew.
- Witold Biernacki: Biała Góra 1620. Gdańsk: Finna, 2006. ISBN 83-89929-90-2. Brak numerów stron w książce
- Witold Biernacki: Wojna trzydziestoletnia (1). Powstanie czeskie i wojna o Palatynat 1618-1623. Zabrze: Inforteditions, 2008. ISBN 978-83-89943-26-2. Brak numerów stron w książce Seria Bitwy/Taktyka.
- Witold Biernacki: Wojna trzydziestoletnia (2). Powstanie czeskie i wojna o Palatynat 1618-1623. Zabrze: Inforteditions, 2010. ISBN 978-83-89943-46-0. Brak numerów stron w książce Seria Bitwy/Taktyka.
- Witold Biernacki: Wojna beocka 379-371 p.n.e. Koniec hegemonii Sparty. Zabrze - Tarnowskie Góry: Inforteditions, 2012. ISBN 978-83-89943-83-5. Brak numerów stron w książce Seria Bitwy/Taktyka.
- Witold Biernacki: Nieuwpoort 1600. Kampania flandryjska księcia Maurycego Orańskiego. Zabrze - Tarnowskie Góry: Inforteditions, 2013. ISBN 978-83-64023-05-7. Brak numerów stron w książce Seria Bitwy/Taktyka.
- Witold Biernacki: "Todmarch". Kampania wojsk katolickich 1620 roku. Cz.1. Zabrze - Tarnowskie Góry: Inforteditions, 2013. ISBN 978-83-64023-11-8. Brak numerów stron w książce Seria Pola Bitew.
- Witold Biernacki: "Todmar[s]ch". Kampania wojsk katolickich 1620 roku. Cz. 2. Zabrze - Tarnowskie Góry: Inforteditions, 2013. ISBN 978-83-64023-24-8. Seria Pola Bitew.
- Witold Biernacki: Łojów 31 lipca 1649. Działania wojenne na Litwie w latach 1648-1649. Zabrze - Tarnowskie Góry: Inforteditions, 2014. ISBN 978-83-64023-50-7. Seria Bitwy/Taktyka.
- Witold Biernacki: "Todmar[s]ch". Kampania wojsk katolickich 1620 roku. Cz. 3. Zabrze - Tarnowskie Góry: Inforteditions, 2016. ISBN 978-83-64023-85-9. Seria Pola Bitew.
- Witold Biernacki: Heiligerlee 1568. Dzień w którym narodził się naród. Zabrze -Tarnowskie Góry: Inforteditions, 2017. ISBN 978-83-64023-92-7. Seria Bitwy/Taktyka.
- Witold Biernacki: Pressburg 1620. Jesienna kampania księcia Gabora Bethlena. Zabrze - Tarnowskie Góry: Inforteditions, 2018. ISBN 978-83-65982-07-0. Seria Pola Bitew.
- Witold Biernacki: Żółte Wody - Korsuń, Warszawa: Attyka, 2021. ISBN 978-83-89487-66-7.
- Witold Biernacki: Wojna beocka, wyd. 2, zmienione, Warszawa: Attyka, 2022. ISBN 978-83-89487-71-1.